# Anthene butleri
The Pale Hairtail hoặc Butler's Ciliate Blue (Anthene butleri) là một loài bướm thuộc họ Lycaenidae. Loài này có ở Nam Phi tới Kenya, Uganda, và Ethiopia. Ở Nam Phi, nó có ở rừng đất thấp ven biển ở KwaZulu-Natal, từ bờ biển đến vịnh Kosi, trên đất liền qua Makathini Flats.
Sải cánh từ 23–28 mm đối với con đực và 25–32 mm đối với con cái. Cá thể trưởng thành mọc cánh quanh năm, đỉnh điểm trong các tháng ấm hơn.
Ấu trùng ăn các loài Kalanchoe crenata, Kalanchoe lugardii và Cotyledon, bao gồm Cotyledon orbiculata.

## Phân loài
- Anthene butleri butleri (Ethiopia, phía nam Sudan, phía bắc Uganda, north-west Kenya)
- Anthene butleri arabicus Gabriel, 1954 (south-phía tây Arabia)
- Anthene butleri galla Stempffer, 1947 (phía bắc Kenya)
- Anthene butleri livida (Trimen, 1881) (Cape, Orange Free State, KwaZulu-Natal, Swaziland, Transvaal, Zimbabwe, Mozambique, Tanzania)
- Anthene butleri stempfferi Storace, 1954 (Kenya)

## Hình ảnh

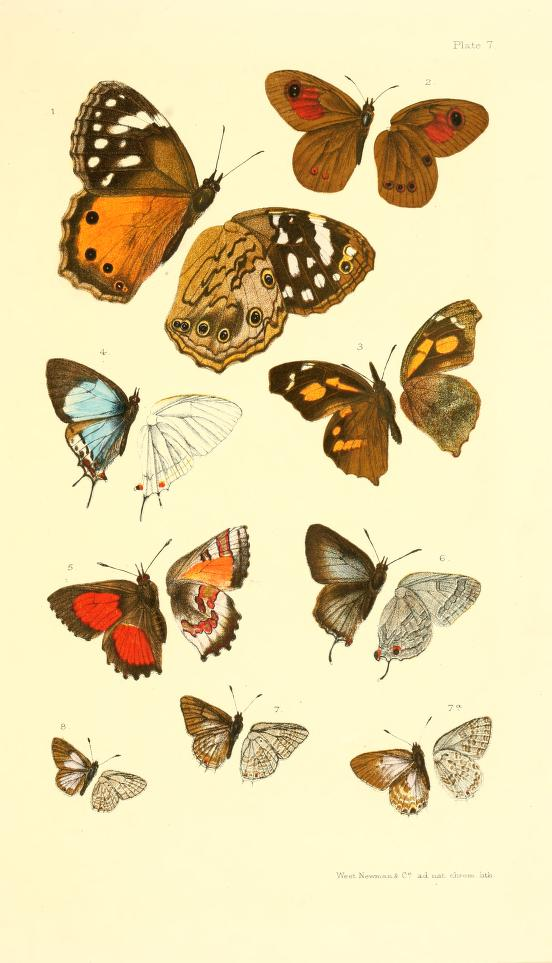